# Dictionnaire géographique du royaume de Pologne et des autres pays slaves

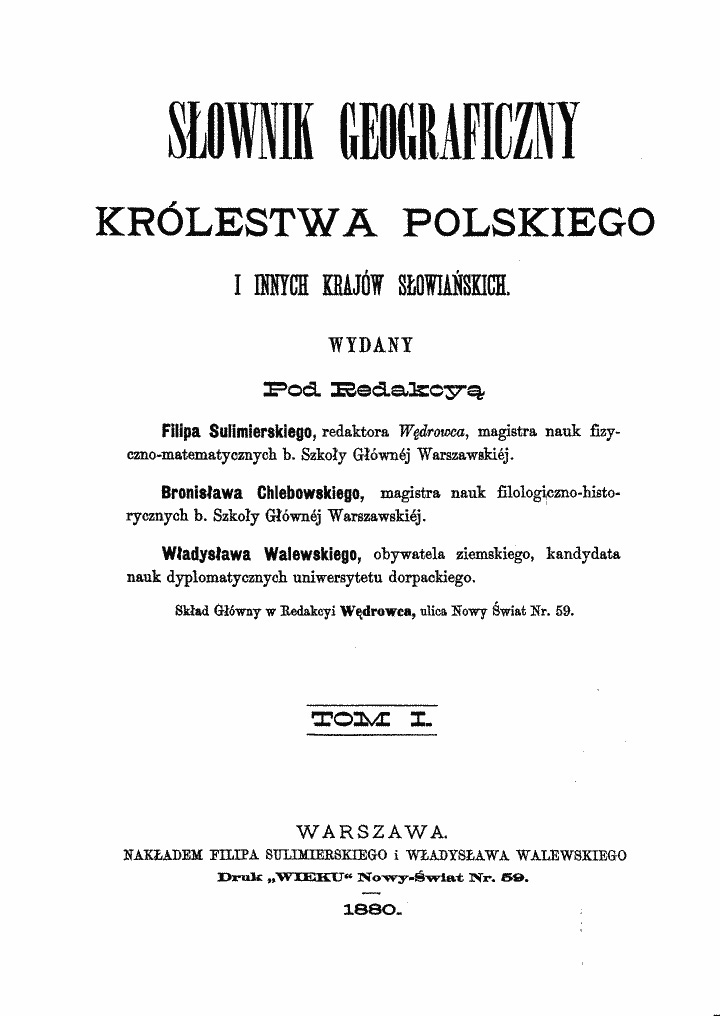
Page titulaire du 1re volume

Le Dictionnaire géographique du royaume de Pologne et des autres pays slaves (en polonais : Słownik geograficzny Królestwa Polskiego i innych krajów słowiańskich) est une encyclopédie polonaise en 15 volumes, éditée entre les années 1880—1902 à Varsovie. C'est une source importante d'information sur le territoire de l'ancienne république des Deux Nations.